# Olympische Geschichte Ecuadors
| Gelbes Symbol für Goldmedaillen mit stilisierten Olympischen Ringen | Graues Symbol für Silbermedaillen mit stilisierten Olympischen Ringen | Braundes Symbol für Bronzemedaillen mit stilisierten Olympischen Ringen |
| ------------------------------------------------------------------- | --------------------------------------------------------------------- | ----------------------------------------------------------------------- |
| 4                                                                   | 4                                                                     | 2                                                                       |

Ecuador, dessen NOK, das Comité Olímpico Ecuatoriano, 1946 gegründet wurde, schickte erstmals 1924 Sportler zu den Olympischen Sommerspielen. Von 1968 an nahm Ecuador an jeden Sommerspielen teil. 2018 feierte Ecuador das Debüt bei Winterspielen. Das Land nahm auch an den bislang ausgetragenen Jugend-Sommerspielen sowie 2020 erstmals bei Jugend-Winterspielen teil.

## Allgemeine Übersicht

### Sommerspiele
Drei Leichtathleten bildeten Ecuadors erste Olympiamannschaft 1924. Alberto Jurado im 100-Meter-Lauf und Alberto Jarrín im 10.000-Meter-Lauf waren am 6. Juli 1924 die ersten Olympioniken des Landes.
Nach einer 44-jährigen Pause nahm Ecuador erst wieder 1968 in Mexiko-Stadt an Olympischen Spielen teil. Neben Leichtathleten nahmen auch Boxer, Radsportler, Turner, Schwimmer und Ringer teil. Die Schwimmerin Tamara Orejuela war am 18. Oktober 1968 die erste Frau Ecuadors bei Olympischen Spielen. 1972 erreichte der Schwimmer Jorge Delgado Platz 4 über 200 Meter Delphin.
1976 war Ecuador erstmals beim olympischen Judoturnier und im Wasserspringen vertreten. Jorge Delgado erreichte in Montreal Platz 7 über 200 Meter Delphin. 1984 in Los Angeles nahmen erstmals ecuadorianische Reiter, Gewichtheber und Schützen teil. Der Leichtathlet Rolando Vera erreichte 1988 im Finale über 10.000 Meter Platz 15. 1992 in Barcelona ging zum ersten Mal eine ecuadorianische Tischtennisspielerin an den Start.
1996 gab es den ersten Medaillengewinn, der zugleich auch der erste Olympiasieg eines Ecuadorianers war. Jefferson Pérez gewann den Gehwettbewerb über 20 Kilometer. Erstmals nahmen Tennisspieler und ein Segler teil. 2000 in Sydney und 2004 in Athen belegte Pérez über 20 Kilometer Gehen jeweils Platz 4. 2008 in Peking nahm zum ersten Mal eine Taekwondoin aus Ecuador teil. Jefferson Pérez gewann mit Silber über 20 Kilometer Gehen die zweite Medaille Ecuadors in der olympischen Geschichte. Es war die fünfte Olympiateilnahme seit 1992 des Gehers. Die Gewichtheberin Alexandra Escobar belegte im Leichtgewicht, nach Platz 7 in Athen, Platz 5.
In London 2012 lief Alex Quiñónez über 200 Meter auf Platz 7. Erstmals nahm eine ecuadorianische Triathletin und ein Kanute teil. 2016 in Rio de Janeiro waren erstmals Ruderer des Landes am Start. Alexandra Escobar wurde im Federgewicht des Gewichthebens Vierte, Neisi Dajomes Siebte im Halbschwergewicht.
2021 gewannen in Tokio ecuadorianische Sportler gleich drei Medaillen: Richard Carapaz siegte im Straßenrennen im Radsport, Neisi Dajomes wurde Olympiasiegerin im Halbschwergewicht und erste ecuadorianische Medaillengewinnerin. Tamara Salazar steuerte eine Silbermedaille im Schwergewicht der Frauen zur Bilanz Ecuadors bei. Mit 47 Athleten war 2021 die bis dahin größte Delegation des südamerikanischen Landes zu Olympischen Spielen gereist, darunter auch erstmals eine Bogenschützin.

### Winterspiele
Der Skilangläufer Klaus Jungbluth Rodríguez war der einzige Athlet der ersten Olympiamannschaft Ecuadors bei Olympischen Winterspielen 2018. Am 16. Februar 2018 wurde er zum ersten ecuadorianischen Winter-Olympioniken. An den Olympischen Winterspielen 2022 nahm mit der Skifahrerin Sarah Escobar erstmals eine Ecuadorianerin an den Wettbewerben teil.

### Jugendspiele

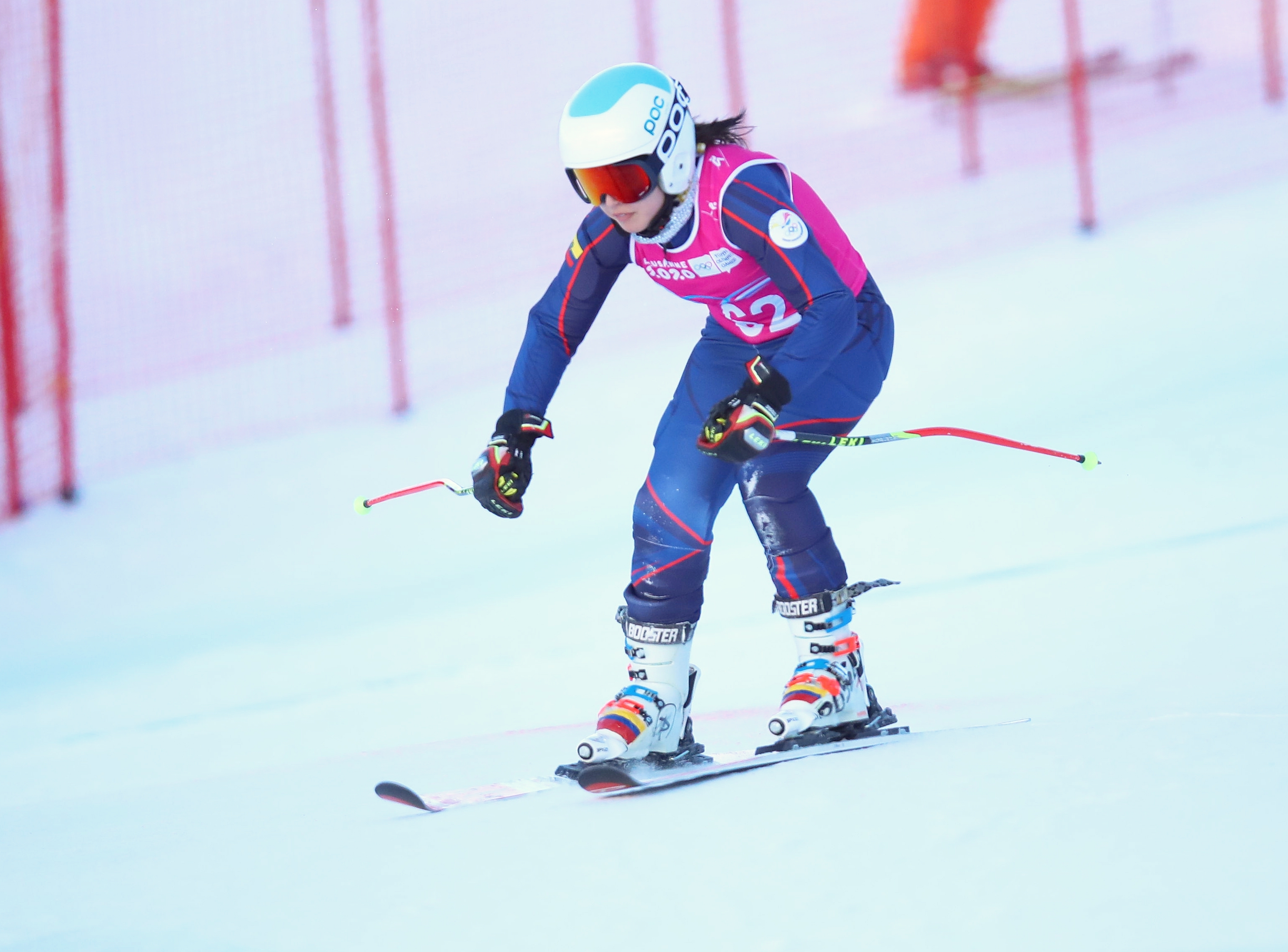
Sarah Escobar, die erste ecuadorianische Teilnehmerin an Jugend-Winterspielen, bei ihrem Start im Riesenslalom

Mit 14 Jugendlichen nahm Ecuador an den Jugend-Sommerspielen 2010 in Singapur teil. Oscar Villavicencio gewann die Silbermedaille im Gehen über 10 Kilometer. Seine Mannschaftskameradin Ana Bustos erreichte Platz 9 im Gehen über fünf Kilometer. Der Boxer Ytalo Perea wurde im Halbschwergewicht Vierter. Im Gewichtheben wurde Veronica Haro Vierte im Mittelgewicht, Rene Pizango Sechster Federgewicht.
2014 in Nanjing nahmen 20 Jugendliche teil. Die Springreiterin Marcarena Granja gewann mit dem Gemischten Team aus Nordamerika die Bronzemedaille. Diese Medaille wird der Medaillenbilanz der Gemischten Teams gutgeschrieben, sie taucht nicht im Medaillenspiegel Ecuadors auf.
Bei den Jugend-Sommerspielen 2018, zu denen eine Delegation von 29 Sportlern reiste, konnte mit Óscar Patín ein Ecuadorianer erstmals eine Goldmedaille (5 Kilometer Gehen) gewinnen. Je eine Silbermedaille gewannen Juleisy Angulo im Speerwurf und Jeremy Peralta im Ringen. Den Bronzerang erreichten die 100-Meter-Sprinterin Gabriela Suárez und Darlyn Padilla im Taekwondo. Mit insgesamt fünf Medaillen war die ecuadorianische Mannschaft so erfolgreich wie noch nie bei Olympischen Spielen.
Sarah Escobar startete 2020 in Lausanne als erste und in diesem Jahr einzige Sportlerin ihres Landes bei Olympischen Jugend-Winterspielen.

## Übersicht der Teilnahmen

### Sommerspiele
| Jahr      | Athleten           | Athleten           | Athleten           | Flaggenträger                    | Sportarten         | Sportarten         | Sportarten         | Sportarten         | Sportarten         | Sportarten         | Sportarten         | Sportarten         | Sportarten         | Sportarten         | Sportarten         | Sportarten         | Sportarten         | Sportarten         | Sportarten         | Sportarten         | Sportarten         | Sportarten         | Sportarten         | Sportarten         | Medaillen          | Medaillen          | Medaillen          | Medaillen          | Medaillen          |
| Jahr      | Gesamt             | m                  | w                  | Flaggenträger                    | Bogenschießen      | Leichtathletik     | Boxen              | Radsport           | Turnen             | Schwimmen          | Ringen             | Wasserspringen     | Judo               | Reiten             | Gewichtheben       | Schießen           | Tischtennis        | Tennis             | Segeln             | Taekwondo          | Triathlon          | Kanusport          | Rudern             | Moderner Fünfkampf |                    |                    |                    | Gesamt             | Rang               |
| --------- | ------------------ | ------------------ | ------------------ | -------------------------------- | ------------------ | ------------------ | ------------------ | ------------------ | ------------------ | ------------------ | ------------------ | ------------------ | ------------------ | ------------------ | ------------------ | ------------------ | ------------------ | ------------------ | ------------------ | ------------------ | ------------------ | ------------------ | ------------------ | ------------------ | ------------------ | ------------------ | ------------------ | ------------------ | ------------------ |
| 1896–1920 | nicht teilgenommen | nicht teilgenommen | nicht teilgenommen | nicht teilgenommen               | nicht teilgenommen | nicht teilgenommen | nicht teilgenommen | nicht teilgenommen | nicht teilgenommen | nicht teilgenommen | nicht teilgenommen | nicht teilgenommen | nicht teilgenommen | nicht teilgenommen | nicht teilgenommen | nicht teilgenommen | nicht teilgenommen | nicht teilgenommen | nicht teilgenommen | nicht teilgenommen | nicht teilgenommen | nicht teilgenommen | nicht teilgenommen | nicht teilgenommen | nicht teilgenommen | nicht teilgenommen | nicht teilgenommen | nicht teilgenommen | nicht teilgenommen |
| 1924      | 3                  | 3                  | 0                  | Alberto Jurado                   |                    | 3                  |                    |                    |                    |                    |                    |                    |                    |                    |                    |                    |                    |                    |                    |                    |                    |                    |                    |                    |                    |                    |                    |                    |                    |
| 1928–1964 | nicht teilgenommen | nicht teilgenommen | nicht teilgenommen | nicht teilgenommen               | nicht teilgenommen | nicht teilgenommen | nicht teilgenommen | nicht teilgenommen | nicht teilgenommen | nicht teilgenommen | nicht teilgenommen | nicht teilgenommen | nicht teilgenommen | nicht teilgenommen | nicht teilgenommen | nicht teilgenommen | nicht teilgenommen | nicht teilgenommen | nicht teilgenommen | nicht teilgenommen | nicht teilgenommen | nicht teilgenommen | nicht teilgenommen | nicht teilgenommen | nicht teilgenommen | nicht teilgenommen | nicht teilgenommen | nicht teilgenommen | nicht teilgenommen |
| 1968      | 15                 | 14                 | 1                  | Fernando González                |                    | 1                  | 2                  | 4                  | 3                  | 3                  | 2                  |                    |                    |                    |                    |                    |                    |                    |                    |                    |                    |                    |                    |                    |                    |                    |                    |                    |                    |
| 1972      | 2                  | 2                  | 0                  | Abdalá Bucaram                   |                    |                    | 1                  |                    |                    | 1                  |                    |                    |                    |                    |                    |                    |                    |                    |                    |                    |                    |                    |                    |                    |                    |                    |                    |                    |                    |
| 1976      | 5                  | 5                  | 0                  | Nelson Suárez                    |                    |                    |                    |                    |                    | 1                  | 1                  | 1                  | 2                  |                    |                    |                    |                    |                    |                    |                    |                    |                    |                    |                    |                    |                    |                    |                    |                    |
| 1980      | 12                 | 11                 | 1                  | Nancy Vallecilla                 |                    | 1                  | 3                  | 4                  |                    | 2                  |                    |                    | 2                  |                    |                    |                    |                    |                    |                    |                    |                    |                    |                    |                    |                    |                    |                    |                    |                    |
| 1984      | 11                 | 10                 | 1                  | Héctor Hurtado                   |                    | 3                  |                    |                    |                    |                    | 1                  |                    | 1                  | 1                  | 1                  | 4                  |                    |                    |                    |                    |                    |                    |                    |                    |                    |                    |                    |                    |                    |
| 1988      | 13                 | 10                 | 3                  | Liliana Chalá                    |                    | 5                  | 1                  | 1                  |                    |                    |                    | 1                  |                    |                    | 3                  | 2                  |                    |                    |                    |                    |                    |                    |                    |                    |                    |                    |                    |                    |                    |
| 1992      | 13                 | 6                  | 7                  | María Cangá                      |                    | 7                  |                    | 2                  |                    | 1                  |                    |                    | 1                  |                    |                    | 1                  | 1                  |                    |                    |                    |                    |                    |                    |                    |                    |                    |                    |                    |                    |
| 1996      | 19                 | 17                 | 2                  | Felipe Delgado                   |                    | 4                  | 2                  | 3                  |                    | 5                  |                    |                    |                    |                    |                    | 1                  |                    | 3                  | 1                  |                    |                    |                    |                    |                    | 1                  |                    |                    | 1                  | 49                 |
| 2000      | 10                 | 7                  | 3                  | Martha Tenorio                   |                    | 3                  |                    |                    |                    | 3                  |                    |                    | 2                  |                    | 1                  | 1                  |                    |                    |                    |                    |                    |                    |                    |                    |                    |                    |                    |                    |                    |
| 2004      | 16                 | 11                 | 5                  | Alexandra Escobar                |                    | 8                  | 1                  |                    |                    | 1                  |                    |                    | 2                  |                    | 2                  | 1                  |                    | 1                  |                    |                    |                    |                    |                    |                    |                    |                    |                    |                    |                    |
| 2008      | 25                 | 17                 | 8                  | Alexandra Escobar                |                    | 11                 | 3                  | 1                  |                    | 2                  |                    |                    | 3                  |                    | 2                  | 1                  |                    | 1                  |                    | 1                  |                    |                    |                    |                    |                    | 1                  |                    | 1                  | 70                 |
| 2012      | 36                 | 23                 | 13                 | César de Cesare                  |                    | 13                 | 7                  | 2                  |                    | 3                  | 2                  |                    | 1                  | 1                  | 4                  | 1                  |                    |                    |                    |                    | 1                  | 1                  |                    |                    |                    |                    |                    |                    |                    |
| 2016      | 38                 | 23                 | 15                 | Estefanía García                 |                    | 16                 | 4                  | 2                  |                    | 3                  | 2                  |                    | 3                  | 1                  | 3                  | 1                  |                    |                    |                    |                    | 1                  | 1                  | 1                  |                    |                    |                    |                    |                    |                    |
| 2020      | 47                 | 17                 | 30                 | Alexandra Escobar Julio Castillo | 1                  | 17                 | 4                  | 4                  |                    | 4                  | 2                  |                    | 3                  | 1                  | 4                  | 2                  | 1                  |                    |                    |                    | 1                  |                    |                    |                    | 2                  | 1                  |                    | 3                  | 38                 |
| 2024      | 40                 | 16                 | 24                 | Neisi Dajomes Julio Mendoza Loor |                    | 15                 | 3                  | 2                  |                    | 3                  | 4                  | 0                  | 1                  | 3                  | 3                  | 2                  | 1                  |                    |                    |                    | 1                  |                    |                    | 2                  | 1                  | 2                  | 2                  | 5                  | 49                 |
| Gesamt    | Gesamt             | Gesamt             | Gesamt             | Gesamt                           | Gesamt             | Gesamt             | Gesamt             | Gesamt             | Gesamt             | Gesamt             | Gesamt             | Gesamt             | Gesamt             | Gesamt             | Gesamt             | Gesamt             | Gesamt             | Gesamt             | Gesamt             | Gesamt             | Gesamt             | Gesamt             | Gesamt             | Gesamt             | 4                  | 4                  | 2                  | 10                 | 73                 |

### Winterspiele
| Jahr      | Athleten           | Athleten           | Athleten           | Flaggenträger             | Sportarten         | Sportarten         | Medaillen          | Medaillen          | Medaillen          | Medaillen          | Medaillen          |
| Jahr      | Gesamt             | m                  | w                  | Flaggenträger             |                    |                    |                    |                    |                    | Gesamt             | Rang               |
| --------- | ------------------ | ------------------ | ------------------ | ------------------------- | ------------------ | ------------------ | ------------------ | ------------------ | ------------------ | ------------------ | ------------------ |
| 1924–2014 | nicht teilgenommen | nicht teilgenommen | nicht teilgenommen | nicht teilgenommen        | nicht teilgenommen | nicht teilgenommen | nicht teilgenommen | nicht teilgenommen | nicht teilgenommen | nicht teilgenommen | nicht teilgenommen |
| 2018      | 1                  | 1                  | 0                  | Klaus Jungbluth Rodríguez | 1                  |                    |                    |                    |                    |                    |                    |
| 2022      | 1                  | 0                  | 1                  | Sarah Escobar             |                    | 1                  |                    |                    |                    |                    |                    |
| Gesamt    | Gesamt             | Gesamt             | Gesamt             | Gesamt                    | Gesamt             | Gesamt             | 0                  | 0                  | 0                  | 0                  | -                  |

### Jugend-Sommerspiele
| Jahr   | Athleten | Athleten | Athleten | Flaggenträger  | Sportarten     | Sportarten | Sportarten | Sportarten  | Sportarten | Sportarten | Sportarten   | Sportarten | Sportarten       | Sportarten | Sportarten | Sportarten | Sportarten | Sportarten | Sportarten | Sportarten    | Sportarten | Sportarten          | Medaillen | Medaillen | Medaillen | Medaillen | Medaillen |
| Jahr   | Gesamt   | m        | w        | Flaggenträger  | Leichtathletik | Boxen      | Schwimmen  | Tischtennis | Tennis     | Triathlon  | Gewichtheben | Ringen     | Beach-Volleyball | Kanusport  | Radsport   | Reiten     | Judo       | Segeln     | Taekwondo  | Sportklettern | Turnen     | Inline-Speedskating |           |           |           | Gesamt    | Rang      |
| ------ | -------- | -------- | -------- | -------------- | -------------- | ---------- | ---------- | ----------- | ---------- | ---------- | ------------ | ---------- | ---------------- | ---------- | ---------- | ---------- | ---------- | ---------- | ---------- | ------------- | ---------- | ------------------- | --------- | --------- | --------- | --------- | --------- |
| 2010   | 14       | 10       | 4        | Roberto Quiroz | 2              | 1          | 2          | 1           | 2          | 2          | 2            | 2          |                  |            |            |            |            |            |            |               |            |                     |           | 1         |           | 1         | 48        |
| 2014   | 20       | 5        | 15       |                | 4              |            |            |             | 2          |            | 2            | 1          | 2                | 1          | 4          | 1          | 1          | 1          | 1          |               |            |                     |           |           |           |           |           |
| 2018   | 29       | 15       | 14       |                | 9              |            | 1          |             |            | 2          | 2            | 1          | 4                |            | 2          |            | 1          |            | 1          | 1             | 1          | 2                   | 1         | 2         | 2         | 5         | 50        |
| Gesamt | Gesamt   | Gesamt   | Gesamt   | Gesamt         | Gesamt         | Gesamt     | Gesamt     | Gesamt      | Gesamt     | Gesamt     | Gesamt       | Gesamt     | Gesamt           | Gesamt     | Gesamt     | Gesamt     | Gesamt     | Gesamt     | Gesamt     | Gesamt        | Gesamt     | Gesamt              | 1         | 3         | 2         | 6         | 71        |

### Jugend-Winterspiele
| Jahr      | Athleten           | Athleten           | Athleten           | Flaggenträger      | Sportarten         | Medaillen          | Medaillen          | Medaillen          | Medaillen          | Medaillen          |
| Jahr      | Gesamt             | m                  | w                  | Flaggenträger      |                    |                    |                    |                    | Gesamt             | Rang               |
| --------- | ------------------ | ------------------ | ------------------ | ------------------ | ------------------ | ------------------ | ------------------ | ------------------ | ------------------ | ------------------ |
| 2012–2016 | nicht teilgenommen | nicht teilgenommen | nicht teilgenommen | nicht teilgenommen | nicht teilgenommen | nicht teilgenommen | nicht teilgenommen | nicht teilgenommen | nicht teilgenommen | nicht teilgenommen |
| 2020      | 1                  |                    | 1                  |                    | 1                  |                    |                    |                    |                    | -                  |
| Gesamt    | Gesamt             | Gesamt             | Gesamt             | Gesamt             | Gesamt             | 0                  | 0                  | 0                  | 0                  | -                  |

## Medaillengewinner

### Goldmedaillen
| Name            | Spiele       | Sportart       | Disziplin        | Anmerkung                              |
| --------------- | ------------ | -------------- | ---------------- | -------------------------------------- |
| Jefferson Pérez | 1996 Atlanta | Leichtathletik | 20 km Gehen      | erster Medaillengewinn und Olympiasieg |
| Richard Carapaz | 2020 Tokio   | Radsport       | Straßenrennen    |                                        |
| Neisi Dajomes   | 2020 Tokio   | Gewichtheben   | Klasse bis 76 kg |                                        |
| Brian Pintado   | 2024 Paris   | Leichtathletik | 20 km Gehen      |                                        |

### Silbermedaillen
| Name                         | Spiele      | Sportart       | Disziplin              | Anmerkung |
| ---------------------------- | ----------- | -------------- | ---------------------- | --------- |
| Jefferson Pérez              | 2008 Peking | Leichtathletik | 20 km Gehen            |           |
| Tamara Salazar               | 2020 Tokio  | Gewichtheben   | Klasse bis 87 kg       |           |
| Brian Pintado Glenda Morejón | 2024 Paris  | Leichtathletik | Marathon Gehen         |           |
| Lucía Yépez                  | 2024 Paris  | Ringen         | Freistil Bantamgewicht |           |

### Bronzemedaillen
| Name           | Spiele     | Sportart     | Disziplin        | Anmerkung |
| -------------- | ---------- | ------------ | ---------------- | --------- |
| Neisi Dajomes  | 2024 Paris | Gewichtheben | Klasse bis 81 kg |           |
| Angie Palacios | 2024 Paris | Gewichtheben | Klasse bis 71 kg |           |

## Medaillen nach Sportart
| Sportart        | Gold | Silber | Bronze | Gesamt |
| Gewichtheben    | 1    | 1      | 2      | 4      |
| Leichtathletik  | 2    | 2      | 0      | 4      |
| Straßenradsport | 1    | 0      | 0      | 1      |
| Ringen          | 0    | 1      | 0      | 1      |
| Gesamt          | 4    | 4      | 2      | 10     |

## Medaillenspiegel

### Olympische Spiele
|                         |   |   |   | Gesamt | Rang |
| ----------------------- | - | - | - | ------ | ---- |
| Olympische Sommerspiele | 4 | 4 | 2 | 10     | 73   |
| Olympische Winterspiele | 0 | 0 | 0 | 0      | -    |
| Gesamt                  | 4 | 4 | 2 | 10     | 73   |

### Olympische Jugendspiele
|                                |   |   |   | Gesamt | Rang |
| ------------------------------ | - | - | - | ------ | ---- |
| Olympische Jugend-Sommerspiele | 1 | 3 | 2 | 6      | 71   |
| Olympische Jugend-Winterspiele | 0 | 0 | 0 | 0      | -    |
| Gesamt                         | 1 | 3 | 2 | 6      | 72   |